# Kurt Blaum

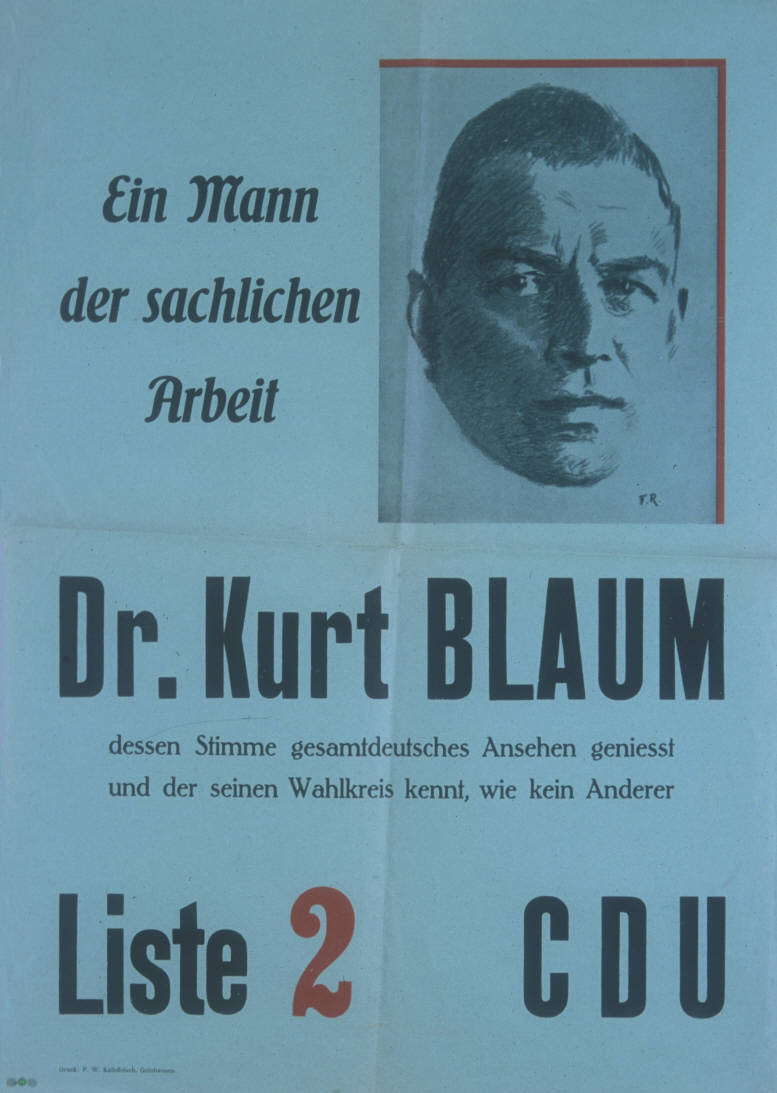
Kurt Blaum auf einem Wahlplakat zur Landtagswahl 1946

Kurt Fritz Johannes Blaum (* 10. April 1884 in Straßburg; † 26. November 1970 in Bad Homburg vor der Höhe) war ein deutscher Politiker.

## Berufliches und Politik
Kurt Blaum wurde als Sohn des Oberlehrers Rudolf Albert Valentin Blaum und dessen Gattin Martha Elisabeth Woehler in Straßburg geboren. Er besuchte 1890 bis 1903 das Lyceum in Straßburg und studierte dann Jura und Nationalökonomie an der Universität Kiel und an der Universität Straßburg. Während seines Studiums wurde er Mitglied im ATV Burgund Straßburg und in der ATV Ditmarsia Kiel. Er promovierte 1910 zum Dr. rer. pol. In seiner Doktorarbeit untersuchte er die Hintergründe des Geldwesens in der Schweiz. Seit 1912 Assessor, war er in Straßburg zunächst Verwaltungsdirektor des Armenwesens. Er entwickelte das sog. „Straßburger System“ der sozialen Fürsorge. Mit Beginn des Ersten Weltkriegs wurde er Hauptmann der Reserve beim Deutschen Alpencorps in den Dolomiten; zuvor hatte er 1908 ein Jahr lang freiwillig beim Militär gedient. Nach dem Krieg folgte eine Tätigkeit als „Vortragender Rat“ (Regierungsrat) im württembergischen Ministerium des Inneren (1919 bis 1921), wo er unter anderem das Jugendamtgesetz des Landes entwarf.
Vom 29. Dezember 1921 bis zum 31. Mai 1933 war er Oberbürgermeister von Hanau. Er gehörte der Deutschen Demokratischen Partei an, gewählt wurde er aber sowohl von den Deutschnationalen als auch von den Sozialdemokraten. In seine Amtszeit fielen die Einweihung des Hanauer Mainhafens, der Stadthalle und die Wohnbauprojekte Beethovenplatz („Zirkus Blaum“) und Hafenplatz. Zum 1. April 1933 wurde er wegen seiner anti-nationalsozialistischen Einstellung beurlaubt, zum 28. Dezember dann in den Ruhestand versetzt. Danach war Blaum als Wirtschaftsberater tätig und publizierte wissenschaftlich.
Während des Zweiten Weltkrieges diente er 1941/42 im Rüstungskommando Frankfurt als Hauptmann der Reserve, 1942 bis 1944 wurde er als Betriebsführer der Motorenfabrik Oberursel AG, die Flugzeugmotoren herstellte, dienstverpflichtet. Am 2. April 1945 wurde er von der amerikanischen Militärregierung erneut als Oberbürgermeister von Hanau eingesetzt. Schon am 4. Juli 1945 folgte jedoch – als Nachfolger von Wilhelm Hollbach – die Berufung zum kommissarischen Oberbürgermeister von Frankfurt am Main. Während seiner Amtszeit standen der Beginn des Wiederaufbaus, die Sicherung der Versorgung der Bevölkerung und der Aufbau einer funktionsfähigen Stadtverwaltung im Vordergrund. Sein Büro war in der Villa Bonn in der Siesmayerstraße.
Am 25. Juli 1946 unterlag er als Kandidat der CDU bei der ersten demokratischen Oberbürgermeisterwahl nach dem Krieg dem Kandidaten der SPD, dem Düsseldorfer Oberstadtdirektor und Oberbürgermeister, Walter Kolb.
Blaum wurde am 3. Dezember 1970 auf dem Hauptfriedhof Hanau beigesetzt.

## Ehrenamtliches und soziales Engagement
Kurt Blaum arbeitete als Berater an der Währungsreform 1948 mit. Er war von 1946 bis 1962 Präsident der Polytechnischen Gesellschaft in Frankfurt am Main und des Hessischen Roten Kreuzes. Weiter war er Mitglied im Kontrollausschuss des Bundesausgleichsamtes.
Beim Deutschen Verein für öffentliche und private Fürsorge (DV) bekleidete Blaum unterschiedliche Ämter: Er gehörte von 1916 bis 1933 und 1946 bis 1953 dem DV-Hauptausschuss an sowie von 1946 bis 1951 dem DV-Vorstand. Des Weiteren war er 1949/50 DV-Geschäftsführer und von 1946 bis 1951 stellvertretender Vereinsvorsitzender.

## Ehrungen

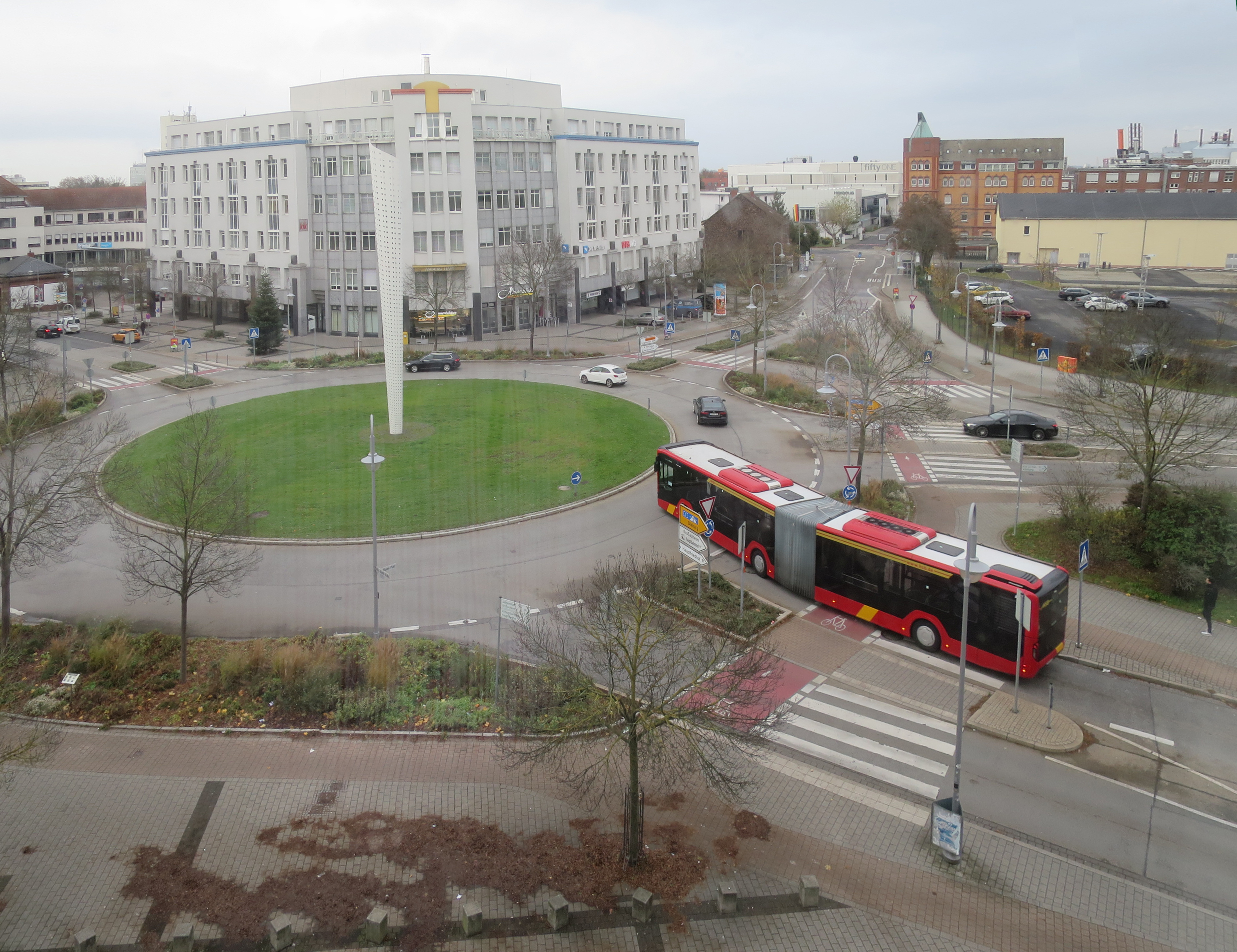
Kurt-Blaum-Platz in Hanau

Blaum erhielt 1952 das Große Verdienstkreuz der Bundesrepublik Deutschland. Nach seinem Tod erhielt er ein Ehrengrab auf dem Hanauer Hauptfriedhof. Der Kurt-Blaum-Platz in Hanau ist nach ihm benannt.